# Музей за история и изкуство на Сен Брийо
Музеят за изкуство и история на Сен Брийо е музей в град Сен Брийо, департамент Кот д'Армор, регион Бретан, Франция.
Представя изкуството, историята, народните традиции и археологията на Сен Брийо и прилежащата му околност. Той се помещава в настоящата си сграда от 1983 г. (Павилион за временни изложби) и 1986 г. (Галерия за постоянни изложби).

## История
Музеят на Сен Брийо е създаден в резултат на конфискации на имущество по време на Френската революция. Първоначалната колекция от предмети на изящното изкуство е допълнена през 19 век с колекции по естествена история. През годините музеят е преместван много пъти (в кметството на града, сградата на сегашната градската библиотека, Павилион Bellescize).
През 1960-те години традиционното местно изкуство и народните занаяти се превръщат в основна музеографска тема, нещо, което се запазва и до днес като основна тема в постоянната експозиция на музея. Рене-Ив Крестон е начело на музея от 1961 г., а след смъртта му постът е поет от неговата съпруга.
След дълъг период без експозиционна дейност, „новият“ музей отваря врати през 1983 г. (Павилион за временни изложби) и през 1986 г. (Галерия за постоянни изложби), след като бившата сграда на жандармерията е адаптирана за нуждите на музея.

## Колекции
Постоянната експозиция представя историята и изкуството на департамента Кот д'Армор, предимно през 19 век. Представени са няколко теми: морско наследство (подводна археология, полезни изкопаеми, риболов в Нюфаундленд и Исландия), селското стопанство, текстилно производство, занаятчийство и др.
От гледна точка на колекции от произведения на изкуството, музея съхранява рисунки на Матюран Мейо и Рене-Ив Крестон, картини, вдъхновени от живота в Бретан, като тези на Алфред Гийо и Ксавие де Лангле и други фондове като този на фотографа Люсиен Бай, които включват около 10 000 фотографии и негативи.
- Оливие Perrin: работилница дърводелец
- Оливие Perrin: Le barbier de village
- Eugène Brunet: Messalina

Временните изложби представят творби на съвременни художници и аудио-визуални презентации.